# Annie Leonard
Annie Marie Leonard (n. 1964, Seattle, Washington, SUA) este o activistă de mediu americană, susținătoare a durabilității și o critică a consumerismului. A creat filmul de animație The Story of Stuff (2007), care descrie ciclul de viață al bunurilor materiale. În 2014, a devenit director executiv al Greenpeace SUA.

## Biografie

### Viața timpurie și educația
Leonard s-a născut în Seattle, Washington, unde a și crescut. A absolvit Lakeside School și a primit o diplomă de licență de la Barnard College în 1987 și o diplomă de absolvire de la Universitatea Cornell, în planificare urbană și regională.

### Carieră
După ce a fost stagiară la National Wildlife Federation la sfârșitul anilor 1980, Leonard a început să lucreze cu Greenpeace la o campanie de interzicere a depozitării internaționale de deșeuri, călătorind în întreaga lume pentru a urmări gunoiul și deșeurile periculoase trimise din țările dezvoltate în țările mai puțin dezvoltate. 
În 1992, ea a depus mărturie în fața Congresului SUA pe tema traficului internațional de deșeuri. Activitatea Greenpeace și a altor organizații a condus la Convenția de la Basel din 1992, un tratat internațional pentru a proteja țările mai puțin dezvoltate de aruncarea deșeurilor periculoase de către corporațiile transnaționale cu sediul în țările dezvoltate în acestea.
Leonard este cunoscută și ca creatorul și naratorul documentarului animat despre ciclul de viață al bunurilor materiale, The Story of Stuff (2007). Ea a scris, de asemenea, o versiune de carte a filmului, publicată în 2010 în Statele Unite și mai târziu în alte țări.
După The Story of Stuff, ea a creat The Story of Cap and Trade (2009) și The Story of Bottled Water, The Story of Cosmetics, The Story of Electronics și alte filme.
Pe lângă munca sa la filmele Story of Stuff, Leonard a fost co-creator și coordonator al GAIA (Global Alliance for Incinerator Alternatives), participând în consiliile Forumului Internațional pentru Globalizare (IFG) și Fondul pentru Sănătatea Mediului. Ea a lucrat anterior pentru Health Care Without Harm și Greenpeace International.
Leonard a fost numită director executiv pentru Greenpeace SUA în mai 2014.

### Viața personală
Leonard locuiește în San Francisco Bay Area împreună cu fiica ei Dewi, născută în 1999.